# British Aircraft Corporation Rapier
Rapier är en brittisk luftvärnsrobot som utvecklades under 1960-talet av British Aircraft Corporation (BAC). Målsättningen var att skapa en robot som kunde slå ut snabba och manövrerade mål på låg höjd med en direktträff. Roboten skulle därmed klara sig utan zonrör och med endast en mindre sprängladdning. Senare modeller utrustades i alla fall med zonrör för att kunna slå ut små mål som kryssningsrobotar. Rapier togs i tjänst 1971 och ersatte alla andra luftvärnsvapen i brittiska armén inklusive den betydligt större och kraftigare Thunderbird. Den kompletteras av det bärbara robotsystemet Blowpipe.

## Utveckling
Utvecklingen av Rapier startade 1961 som ett privat initiativ av BAC, ursprungligen med namnet ”Sightline”. Brittiska försvarsmakten var till en början ointresserad eftersom man var inställd på att köpa in det amerikanska robotsystemet Mauler. Utvecklingen av Mauler lades dock på is i november 1963 på grund av alltför många tekniska problem. Brittiska försvarsministeriet valde då Sightline som andrahandslösning. De första robotarna provsköts 1966 och hela systemet 1968. Ett produktionskontrakt skrevs 1969 och systemet började levereras 1971 under namnet Rapier.

### Tracked Rapier

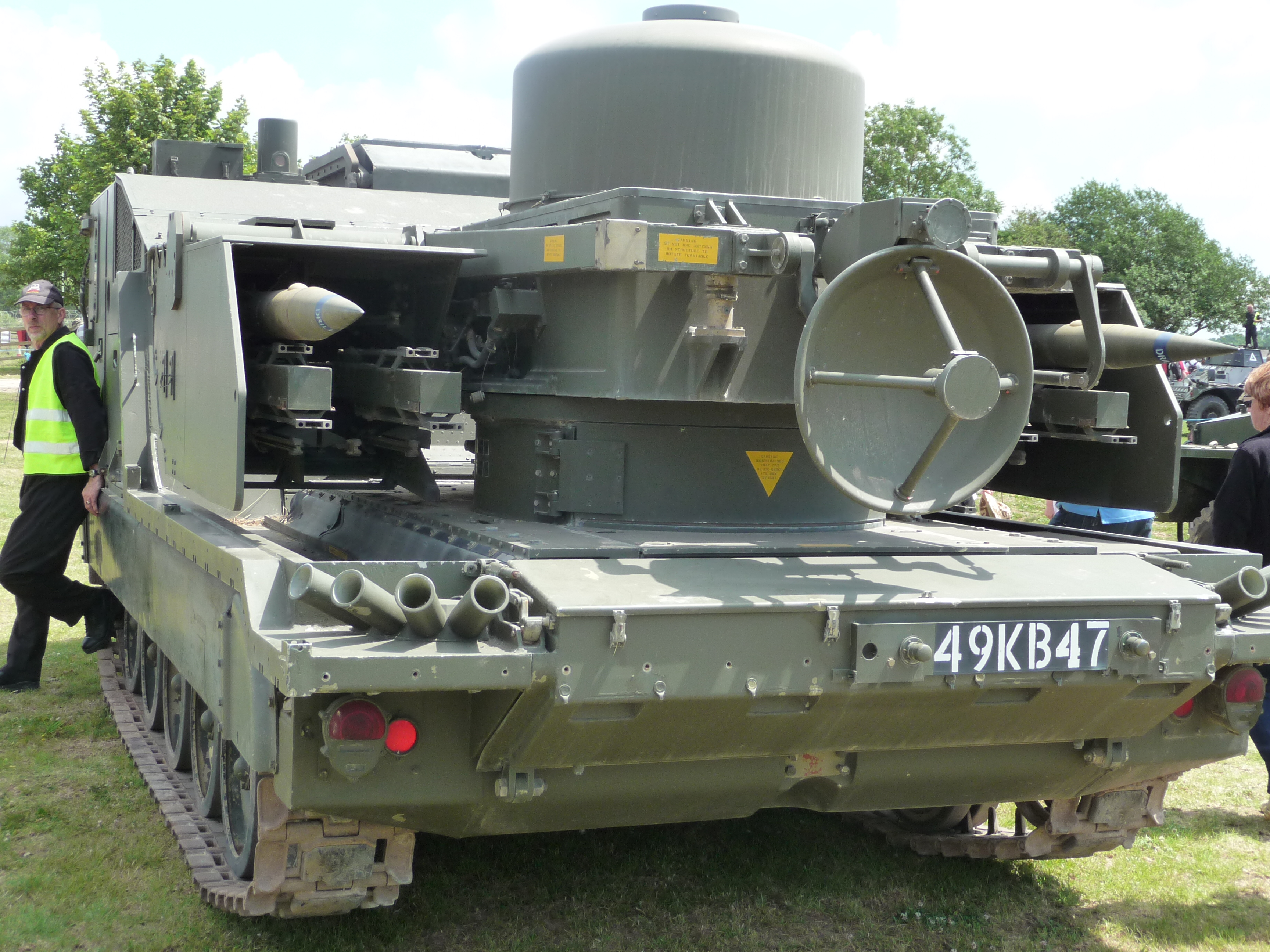
En Tracked Rapier sedd bakifrån.

När Iran beställde Rapier 1974 ville man ha en självgående version av systemet. BAC började därför att utveckla ett system där eldenheten var monterad på en M584 (lastversionen av M113). Eldenheten kunde bära åtta robotar mot de tidigare fyra och var dessutom skyddad av pansarsköldar. Styrhytten byggdes om för att få plats med förare, robotskytt och chef, men den blev ändå ganska trång. Tiden från stopp till eldberedd var dock bara cirka 30 sekunder, vilket var avsevärt snabbare än den bogserade versionen av Rapier. Den hann dock inte bli färdig innan Iranska revolutionen, så de tillverkade fordonen köptes i stället av brittiska armén. Även en Blindfire-radar (se nedan) kunde monteras på en separat M584.

### Blindfire

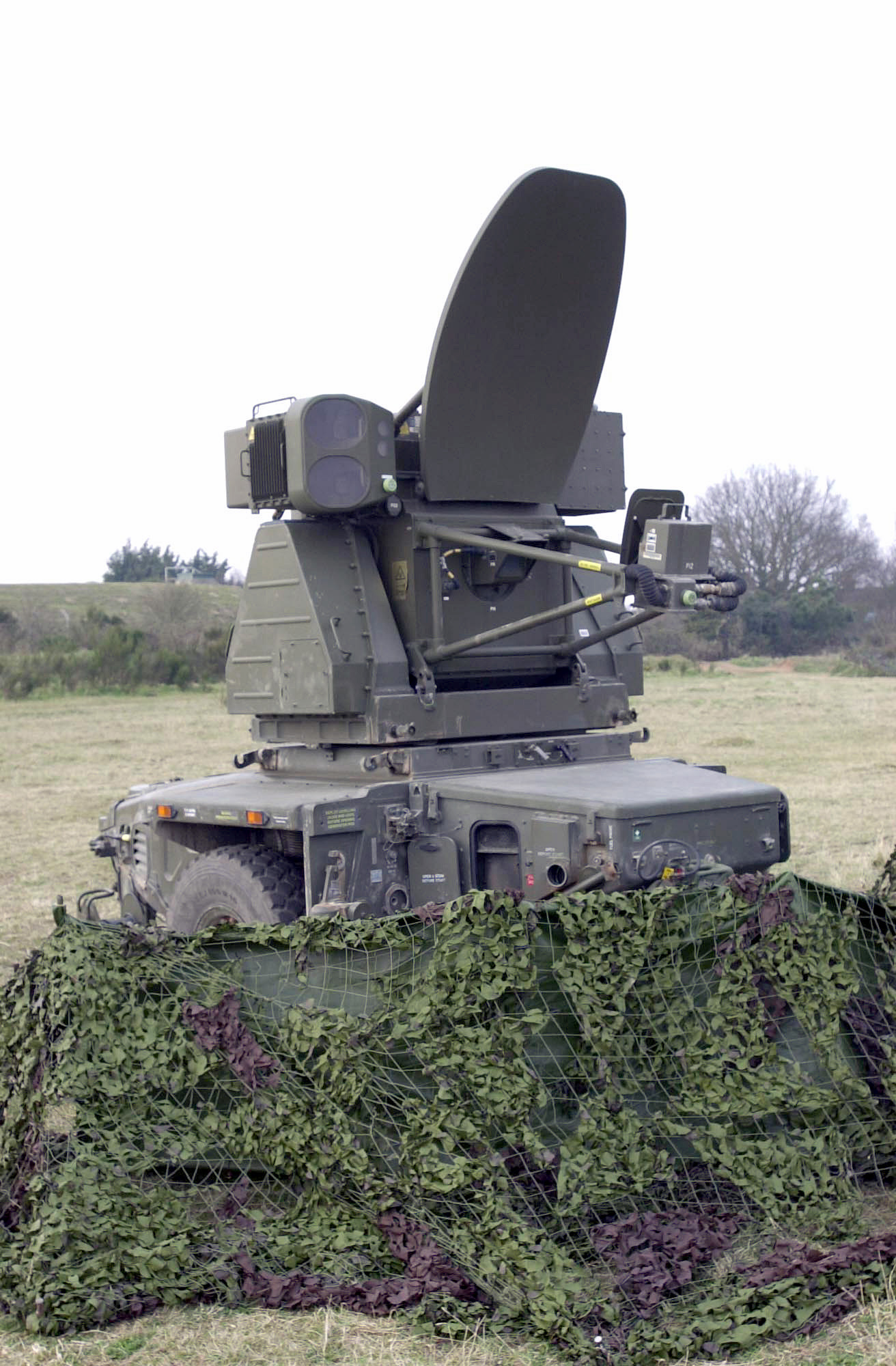
Blindfire-radarn.

Eftersom Rapier använder SACLOS-styrning är skytten tvungen att se målet och följa det med sin TV-målsökare. Det gjorde det svårt att använda systemet i mörker eller dålig sikt. Därför köptes en eldledningsradar in från Marconi som fick namnet ”Blindfire”. Den ursprungliga optiska målföljaren behölls och styrdes direkt av radarn. Radarn kunde se genom både mörker och moln, men eftersom den hade lägre upplösning än det optiska systemet så blev träffchansen lägre. Blindfire var till en början avsedd för exportkunder, men togs i tjänst i brittiska armén 1979 i och med uppgraderingen ”Field Standard A” (FSA).

### Laserfire
Trots att SACLOS-styrning ursprungligen valdes för att kunna slå ut målet med en direktträff så krävdes det en skicklig skytt för att åstadkomma det. För att öka träffchansen, framförallt i mörker, utvecklade BAe (efterföljaren till BAC) under 1980-talet en version av Rapier där den optiska målföljaren byttes ut mot en LIDAR (en laser-radar). Den höga frekvensen gjorde att den kunde urskilja helikoptrar bland markekon tack vare dopplereffekten från rotorbladen. Efter avfyrning följde lasern även roboten och kommandostyrningen blev därmed helt automatisk. Systemet var dock betydligt dyrare än den ursprungliga Rapier varför det aldrig fick några köpare.

### Darkfire
Ett billigare sätt att ge Rapier-systemet bättre mörkerförmåga var att förse den ursprungliga målföljaren med värmekamera. Rapier med den typen av sikte kom att kallas Darkfire. Tillsammans med andra moderniseringar som centralsikte och modernare radar skapades systemet Rapier 90. Det togs i tjänst i brittiska armén 1990 som ”Field Standard B2” (FSB2).

### Rapier 2000

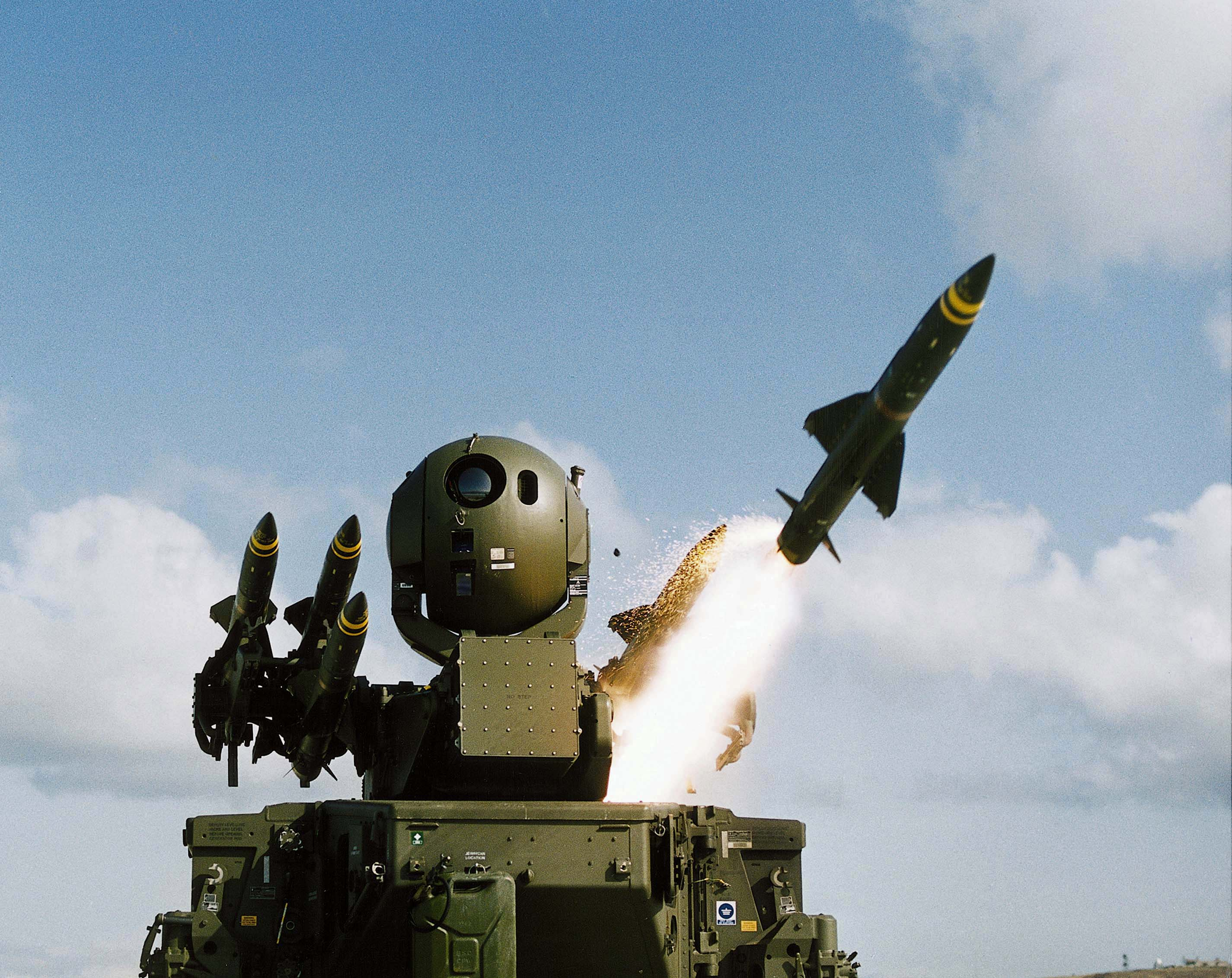
”Rapier Field Standard C” saknar eldenheterna de tidigare modellernas spaningsradar och har bara den optiska målföljaren högst upp.

År 1988 började BAe att utveckla en ny robot för Rapier-systemet. Den största skillnaden var att den nya roboten hade zonrör för att kunna bekämpa små mål som kryssningsrobotar. Andra förbättringar var tröghetsnavigering med ringlasergyro och mindre störkänslig radiolänk. Rapier 2000 togs i tjänst 1996 som ”Field Standard C” (FSC) tillsammans med andra förbättring som en Marconi Dagger spaningsradar. Systemet har exporterats under namnet ”Jernas” till bland annat Malaysia.

## Konstruktion
Det ursprungliga systemet består av en eldenhet med generator, spaningsradar, radiolänksändare och fyra robotar. Eldenheten är monterad på en tvåhjulig släpvagn eller en M584 bandvagn (Tracked Rapier). Den optiska målföljaren är en separat enhet som kopplas ihop med eldenheten via kabel.
När spaningsradarn upptäckt ett mål visas riktningen på skyttens konsol. Om skytten väljer att lokalisera målet kommer optiken att styras av radarn i sidled medan skytten optiskt söker efter målet i höjdled. När skytten lokaliserat målet kan han/hon slå över till målföljning för att hålla målet kvar i siktet. När roboten avfyrats följs den av en TV-kamera. Med hjälp av skillnaden mellan skyttens sikte och TV-kameran räknar eldledningsdatorn ut hur roboten ska styras för att träffa där skytten siktar och skickar styrsignaler till roboten via radiolänk.

## Användning
I Falklandskriget landsteg det första Rapier-batteriet vid San Carlos i april 1982, följt i maj av ett andra. Deras huvuduppgift var att skydda det brittiska brohuvudet på ön mot argentinska flyganfall. Fyra argentinska flygplan, en Dagger och tre Skyhawks sköts ner av Rapier-robotar. Tillförlitligheten visade sig vara ett problem och de eldenheter som slutade fungera kunde inte repareras på plats, en faktor som bidrog till sänkningen av RFA Sir Galahad.
Brittiska Rapier-batterier sattes även in under Gulfkriget, Kosovokriget och Irakkriget, dock utan att hamna i strid.

## Användare
- Förenade arabemiraten
- Iran
- Kenya
- Malaysia
- Oman
- Schweiz
- Singapore
- Storbritannien
- Turkiet
- Zambia

## Liknande system
- Robotsystem 70
- Robotsystem 90